# To Let Myself Go
To Let Myself Go is een nummer van de Noorse zangeres Ane Brun uit 2009. In 2015 maakte de Franse dj The Avener een deephouseremix van het nummer, als derde single van zijn debuutalbum The Wanderings of the Avener.
De originele versie van het nummer werd nergens een hit. The Avener scoorde met zijn remix wel een hit in zijn thuisland Frankrijk, waar het de 17e positie bereikte. Daarbuiten werd de remix in Zwitserland en België een bescheiden succes. In Vlaanderen bereikte het de 59e positie in de Tipparade.

## Tracklijst
Muziekdownload
1. "To Let Myself Go" - 4:13